# 少年感覚
少年感覚は、吉本興業東京本社（東京吉本）に所属していたお笑いコンビ。2007年結成、2012年4月26日解散。

## メンバー
久松大士（ひさまつ だいし、1981年9月6日 - ）
- 立ち位置は左でボケ担当。愛知県江南市出身。血液型はB型。
- 成城大学卒業。
- 中学2年生のときに浜崎あゆみにファンレターを出したことがある。
- 2013年いっぱいで芸能界引退。現在は外資系保険会社に勤務。

向坂匡喬（さきさか まさたか、1984年6月16日 - ）
- 立ち位置は右でツッコミ担当。長崎県佐世保市出身。血液型はO型。
- ドMである。
- 解散後に芸能界引退。

## 来歴・概説
- 東京NSC13期生。
- ネタは主にコントを行っていた。
- 元高知さんさんテレビの寺島舞アナウンサーと久松は成城大学の同級生である[1]。
- 2012年4月26日、向坂の引退に伴いコンビ解散。1年後に久松も引退。

## 出演

### 番組
- あらびき団（TBSテレビ）
- エンタの天使（日本テレビ、 2008年3月19日） キャッチコピーは「酔いどれ哀愁ぼやっきー」
- エンタの神様（日本テレビ） - 2008年9月20日初出演、キャッチコピーは「純粋(ピュア)なナンセンス」
- 爆笑レッドシアター（フジテレビ） - 「ホワイトシアター」に登場
- 爆笑レッドカーペット（フジテレビ、2009年6月20日） キャッチコピーは「コント界の巨人」
- やりすぎコージー（テレビ東京、2009年6月22日）
- オールザッツ漫才（毎日放送、2009年12月30日）
- U・LA・LA@7（TOKYO MX、2010年6月15日） - 「よしもとうららちゃん」に登場
- シンガタ（日本テレビ、 2010年10月10日）
- オンバト+（NHK総合）戦績1勝0敗 最高489KB

### DVD
- 「ルミネtheよしもと 業界イチの青田買い2008秋」（2008年）